# Królestwo (powieść Jo Nesbø)
Królestwo (norw. Kongeriket) – powieść kryminalna norweskiego pisarza Jo Nesbø, opublikowana w 2020 r. Pierwsze polskie wydanie ukazało się w tym samym roku nakładem Wydawnictwa Dolnośląskiego, w tłumaczeniu Iwony Zimnickiej. W 2024 r. ukazała się kontynuacja powieści pt. Zatruta krew.